# 龙门乡 (灵台县)
龙门乡，是中华人民共和国甘肃省平凉市灵台县下辖的一个乡镇级行政单位。

## 行政区划
龙门乡下辖以下地区：
崾岘村、牛宅村、民乐村、官庄沟村、王家山村、代家庄村、枣子川村、高家山村和英武村。